# Reményi Ede (hegedűművész)
Reményi Ede (eredeti nevén Hoffmann Ede, Miskolc, 1828. január 17. – San Francisco, 1898. május 15.) zeneszerző, hegedűművész. A világ öt kontinensén ismert virtuóz, Viktória királynő „udvari virtuóz” címmel kitüntetetett hegedűse volt. Testvére Reményi Antal 1848-49-es honvédszázados.

## Élete
Apja, Hoffman Henrik aranyműves, anyja Vidov Katalin. Tanulmányait szülővárosában kezdte, kilenc évesen már hangversenyezett. Zenei képzését 1842 és 1845 között a bécsi konzervatóriumban a bécsi hegedűiskola alapítójánál, Böhm Józsefnél folytatta. Húszéves korában, Bécsből hazatérve, részt vett a szabadságharcban. Görgei Artúr segédtisztje, majd kedvenc hegedűse lett, emiatt külföldi emigrációba kényszerült a szabadságharc leverése után. Konstantinápolyon, Párizson, Londonon keresztül utazott Amerikába. Képzett hegedűművészként tért vissza Európába, majd rövid idő alatt páratlan karriert futott be. A kor számos kiemelkedő zeneszerzőjével kapcsolatba került, többek közt 1852-53-ban a fiatal Brahmsot magával vitte hangversenyútjaira. 1853-ban kapcsolódott Liszt Ferenc Weimari Társaságához is. 1854-ben egy ideig Londonban élt, itt Viktória királynő „udvari virtuóz” címmel tüntette ki, valamint a királynő hegedűse címét is elnyerte. 1855-ben távozott Amerikába, majd öt év után, 1860-ban amnesztiával hazatért.
Ezután másfél évtizeden keresztül központi szereplője a magyar zenei életnek. Az ország különböző városaiban adott hangversenyeket, koncertezett Liszttel is, több nagy jelentőségű alapítványt indított. 1870-ben a Nemzeti Színház intendánsa, báró Orczy István első hegedűsnek szerződtette. Azonban rövid időn belül otthagyta állását, lemondó levelét a Zenészeti Lapokban is közzétették. Ugyanakkor nagy áldozatot hozott a közművelődés terén: kezdeményezte a gyűjtést a Petőfi-szoboralapra, melynek érdekében koncertkörutat szervezett, s ennek bevételét, 67 000 forintot, a Petőfi-szobor, és a közben megalakuló Széchenyi-szoboralap részére adományozta. 1872. február 10-én Pesten, a belvárosi plébániatemplomban feleségül vette Fáy Antal lányát, Fáy Gizellát, esküvői tanúik Liszt Ferenc, Mihalovich Ödön, Jekelfalussy Lajos és Blaskovich Ernő voltak, a párt Haynald Lajos eskette. Külföldre mentek: először Párizsba, majd Londonba, végül 1878 őszén az USA-ban telepedett le véglegesen.
Amerikai évei alatt is rendszeresen koncertezett, New Yorkban a New York-i Filharmonikusokkal 1878. november 23-án, 1878. december 7-én a Fehér Házban az Amerikai Egyesült Államok elnöke, Rutherford B. Hayes vendégeként játszott, de egy másik amerikai elnöknek, William McKinleynek is vendége volt a Fehér Ház kabinet irodájában. Továbbra is fáradhatatlanul utazott és koncertezett, 1886 és 1890 között Japánban, Kínában, Tasmániában, Új-Zélandon, Ceylonban, Madagaszkáron és Dél-Afrikában is. Az USA-ból már csak koncertutakra jött át Európába, így járt még egyszer Magyarországon is, 1891-ben. A halál egyik San Franciscó-i koncertjén, hegedülés közben érte. 1898. május 29-én búcsúztatták véglegesen New Yorkban.
Reményi több kiváló hangszerrel rendelkezett, saját tulajdonú Stradivarin játszott. Nevét a zeneirodalomban általában Brahmsszal kapcsolatban említik, Brahms állítólag tőle vette át a Magyar táncok két dallamát. Kortársai játékában a technikai briliáns fölényen kívül kiemelték rendkívül szenvedélyességét, impulzivitását, a Grove Dictionary of Music and Musicans Reményi világutazó művészi karakterét üstököshöz hasonlítja, mely hol felbukkan, hol eltűnik a nemzetközi művészi életből.

## Művei
- Eredeti magyar népdalok és csárdások (é. n.)
- Eredeti magyar nép- és táncdal (1859)
- Nagy hallgató (é. n.)
- virtuóz hegedűátiratok

## Galéria

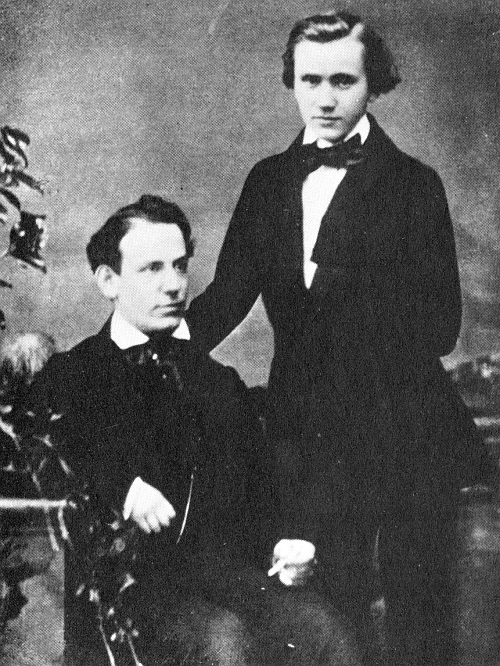
Reményi Ede és J. Brahms (1852)
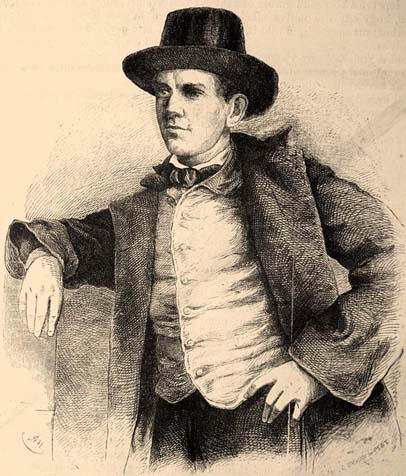
Reményi Ede a Vasárnapi Újságban (1856)
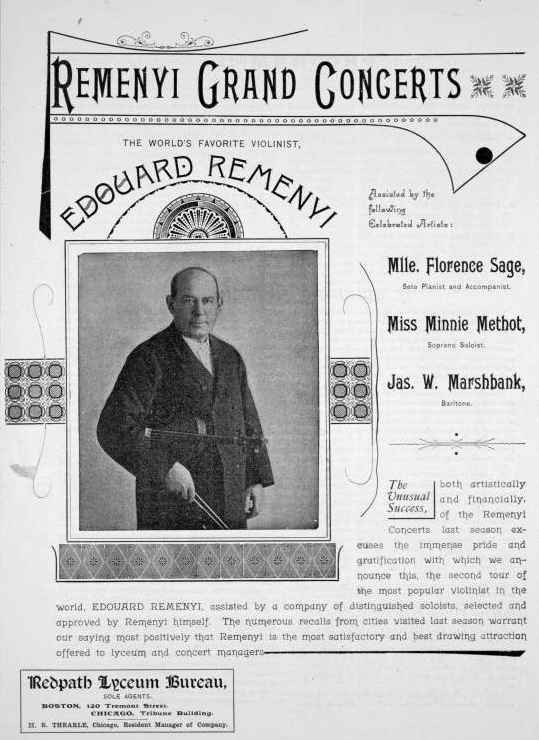
Bostoni koncertprogramja (1891)